# Pachydissus semiplicatus
Pachydissus semiplicatus là một loài bọ cánh cứng trong họ Cerambycidae.